# Plecoptera juncea
Plecoptera juncea är en fjärilsart som beskrevs av Swinhoe 1885. Plecoptera juncea ingår i släktet Plecoptera och familjen nattflyn. Inga underarter finns listade i Catalogue of Life.